# Bhavacakra
Bhavacakra (sanskrit) eller bhavacakka (pali) och srid pa'i 'khor lo (tibetanska) populärt omnämnt som ”det buddhistiska livshjulet” är inom buddhismen en symbolisk representation av Samsara. En parallell finns i det gammelkristna Lyckohjulet.
Symbolen är en vanlig utsmyckning på utsidan av tempel inom den tibetanska buddhismen och på klosterbyggnader och tempel i den Indo-tibetanska regionen. Inom Mahayanabuddhismen anses den första målningen vara gjord av Buddha själv så att vanliga människor ska kunna förstå buddhismens läror.

## Ursprung
Enligt legenden var det Gautama Buddha som gjorde den första bilden av bhavacakran. I sanskritantologin Divyāvadāna berättas om hur han överlämnade verket till kung Rudrāyaṇa.
Bhavacakran pryder utsidan av nästan varje tibetanskt buddhisttempel i Tibet och Indien.

## Beskrivning och förklaring

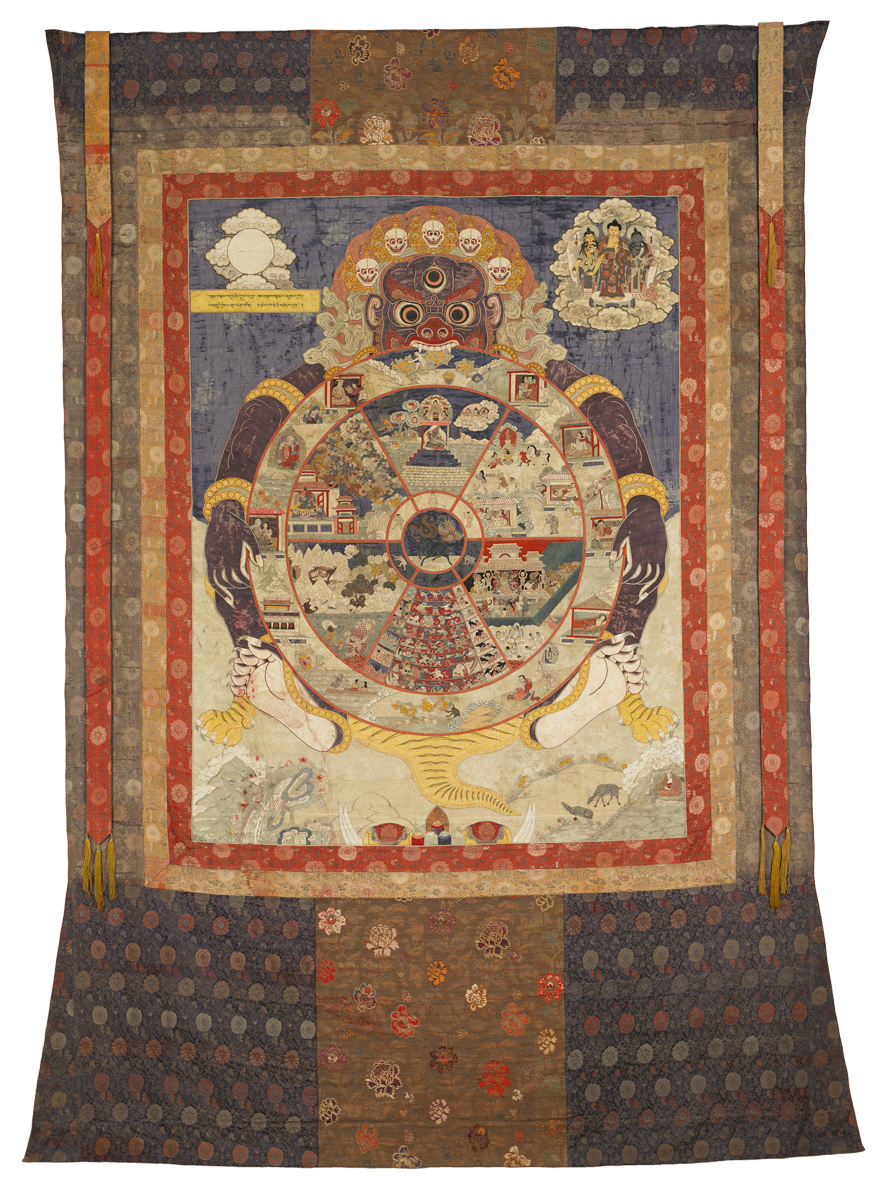
En traditionell tibetansk A traditional Tibetan thangka som avbildar bhavacakra. Thangkan är tillverkad i östra Tibet och finns utställd på Birmingham Museum of Art.

### Översikt
Betydelsen för diagrammets huvuddelar: 
1. Hjulets nav representerar De Tre Gifterna (triviṣa: okunnighet, fasthållande och motvilja.
2. Det andra lagret representerar karma.
3. Det tredje lagret representerar samsaras sex riken.
4. Det fjärde lagret representerar de tolv nidanas.
5. Den vilda gestalten som håller hjulet representerar obeständigheten.[3]
6. Månen ovanför hjulet representerar nirvana, befrielsen från samsara.
7. Buddhan som pekar mot månen visar på möjligheten att bli befriad.

Symboliskt sett visar de tre inre lagren, i tur och ordning: att de tre gifterna ger upphov till positiva och negativa handlingar, handlingar som tillsammans med sina resultat kallas karma. Karma i sin tur ger upphov till de sex riken som representerar de olika formerna av lidande inom samsara, livets cykliska kretslopp.
Det fjärde och yttre lagret symboliserar nidanas. Dessa länkar påvisar hur källan till lidande – de tre gifterna och karman – skapar liv i återkommande cykler.
Gestalten som håller hjulet representerar obeständigheten. Detta symboliserar att hela processen med återfödande är obeständig, övergående och i ständig förändring. Månen symboliserar den möjliga befrielsen och buddhan påminner om denna.

### Navet: De Tre Gifterna
I hjulets nav finns tre djur: svinet, ormen och fågeln (ofta en tupp). De representerar de tre gifterna, villfarelsen, hatet och begäret, i den ordningen. Svinet står för villfarelsen eller okunnigheten, något som går tillbaka på den indiska uppfattningen om grisen som det dummaste av djur, eftersom det sover på de smutsigaste av platser och äter vadhelst som finns till hands. Ormen står för hatet och vreden, eftersom den kan bli hetsad och attackera vid minsta beröring. Fågeln står för fasthållandet och begäret. Fågeln i diagrammet är en indisk art, där honan och hanen förblir ett par så länge de lever.
Runt de tre gifterna snurrar tillvaron, samsara.
På många bilder av bhavacakran kommer ormen och fågeln ut ur svinets mun, något som kan tolkas som att hatet och begäret kommer från villfarelsen. På andra bilder biter sig ormen och fågeln fast i svinets svans, som för att visa att de bidrar till en allt större okunnighet.
Under inflytandet av gifterna skapas karman.

### Det andra lagret: karma
Det andra lagret består av två halvcirklar:
- Den ena halvcirkeln (vanligen ljus) visar nöjda människor som rör sig uppåt mot högre tillstånd, möjligen till högre riken.
- Den andra halvcirkeln (vanligen mörk) visar människor i ett ömkansvärt tillstånd som är på väg neråt, mot lägre tillstånd, eller riken.

Detta symboliserar karma, lagen om orsak och verkan. Den ljusa halvcirkeln representerar människors positiva handlingar och den mörka de negativa handlingarna.
Utifrån karman återföds det levande i samsarans sex riken, som visas i lagret utanför.

### Det tredje lagret: Samsaras sex riken
Det tredje lagret är delat i sex sektioner, som representerar samsaras sex riken. De sex rikena delas i tre lägre och tre högre riken. I vissa bhavacakras finns enbart fem riken, där riket för gudar och för halvgudar är ett enda.
De tre högre rikena återfinns i övre delen av cirkeln:
- Gudarnas rike (Deva): Gudarna lever långa och lyckliga liv fulla av nöjen och överflöd, men de tillbringar sin tid med meningslösa förströelser och praktiserar inte läran om de fem existensfaktorerna (dharma)[5]. När döden kommer är de helt oförberedda. Utan att förstå det har de tömt sin goda karma, som gör att de återfötts i Deva och de får plikta med att återfödas i lägre riken.
- Halvgudarnas rike (Asura): Halvgudarna har nöjen och överflöd i nästan lika stor utsträckning som gudarna, men de tillbringar sin tid med att kämpa mot varandra eller att föra krig mot gudarna. När de för krig mot gudarna förlorar de alltid, eftersom gudarna är mycket mäktigare. Halvgudarna lider av svartsjuka och av att ständigt slåss, och blir skadade och dödade i striderna mot varandra och mot gudarna.
- Människornas rike (Manuṣya): Människorna lider av hunger, törst, hetta, köld, avsaknad av vänner, attacker från fiender, att inte få det de vill och att få det de inte vill. De plågas också av födelse, ålderdom, sjukdomar och död. Ändå anses det mänskliga riket vara bäst för att praktisera läran, eftersom människor inte blir distraherade av nöjen (som gudar och halvgudar) eller av smärta och lidande (som livsformer i de lägre rikena).

De tre lägre rikena återfinns i nedre delen av cirkeln:
- Djurens rike (Tiryagyoni): Vilda djur lider av att bli attackerade och dödade av andra djur och lever oftast ett liv i ständig rädsla. Husdjur lider av att utnyttjas av människor, till exempel får de slita hård vid plogen, eller också blir de slaktade.
- Hungriga spökriket (Preta): Hungriga spöken lider av extrem hunger och törst. De irrar i ständigt sökande efter mat och dryck, bara för att bli eländiga och frustrerade, när de väl kommer i närheten av vad de längtar efter. De kan till exempel på håll se en bäck med rent, klart vatten, men när de väl kommit fram har bäcken torkat ut. Hungriga spöken har stora magar och långa, smala halsar. Vid sällsynta tillfällen lyckas de faktiskt hitta något att äta eller dricka, men då bränner maten och drycken deras halsar på vägen till magen och orsakar våldsamma smärtor.
- Helvetesriket (Naraka): Varelser i helvetet får utstå oerhört lidande under enorma tidsrymder. Det finns arton olika typer av helvete, som ger olika slags plågor. I de heta helvetesrikena lider varelserna av outhärdlig hetta och i de kalla helvetesrikena av lika outhärdlig köld.[9][10][11][12][13][14]

I visa avbildningar är en buddha eller bodhisattva avbildad inom varje rike, som försöker hjälpa varelser att finna vägen till nirvana.

### Det yttre lagret: De tolv Nidanas
Det fjärde och yttersta lagret är indelat i tolv sektioner, som representerar de tolv Nidanas. Dessa tolv Nidanas eller länkar, visar hur lidandet i de sex rikena uppstår – genom att förklara orsak och verkan.
De tolv länkarna kan fungera på både en yttre och en inre nivå:
- På en yttre nivå, över åtskilliga livstider, och i detta perspektiv visa hur våra tidigare liv utövar inflytande över vårt nuvarande liv och hur våra handlingar i denna livstid påverkar våra framtida liv.[16]
- På en inre nivå, genom varje ögonblick av vår existens.[17] På denna nivå kan effekten av en enstaka handling förstås.

Genom att kontemplera på Nidanas erhålls fördjupad förståelse om hur karman fungerar.Detta kan avslöja vårt vanemässiga sätt att tänka och handla.
De tolv Nidanas:
1. Avidyā, okunskap
2. Saṃskāra, konstruktiv, viljemässig aktivitet
3. Vijñāna, medvetenhet
4. Nāmarūpa, namn och form – beståndsdelarna i mental och fysisk existens
5. Ṣaḍāyatana, sex sinnen – öga, öra, näsa, tunga, kropp och sinne
6. Sparśa, kontakt
7. [Vedanā, smärta
8. Tṛṣṇa, törst
9. Upādāna, att ta tag i
10. Bhava, att bliva
11. Jāti, att bli född
12. Jarāmaraṇa ålderdom och död

### Gestalten som håller hjulet: Obeständigheten
Hjulet hålls av en gestalt som ska representera obeständigheten.
Gestalten är vanligen avbildad som Yama, dödens here. Men oavsett hur gestalten avbildas är den innersta betydelsen densamma: att samsara är övergående, att allt i detta hjul är i ständig förändring.
Yama har följande attribut:
- Han bär en krona med fem dödskallar, som symboliserar obeständigheten hos Skandha, de fem kollektiven.
- He har ett tredje öga som symboliserar visdomen i att förstå obeständigheten.
- Han har ibland ett tigerskinn, som symboliserar rädsla. (Tigerskinnet hänger vanligtvis under hjulet.)
- Hans fyra lemmar, som alla håller fast vid hjulet, symboliserar födelse, ålderdom, sjukdom och död.[21]

### Månen: Befrielsen

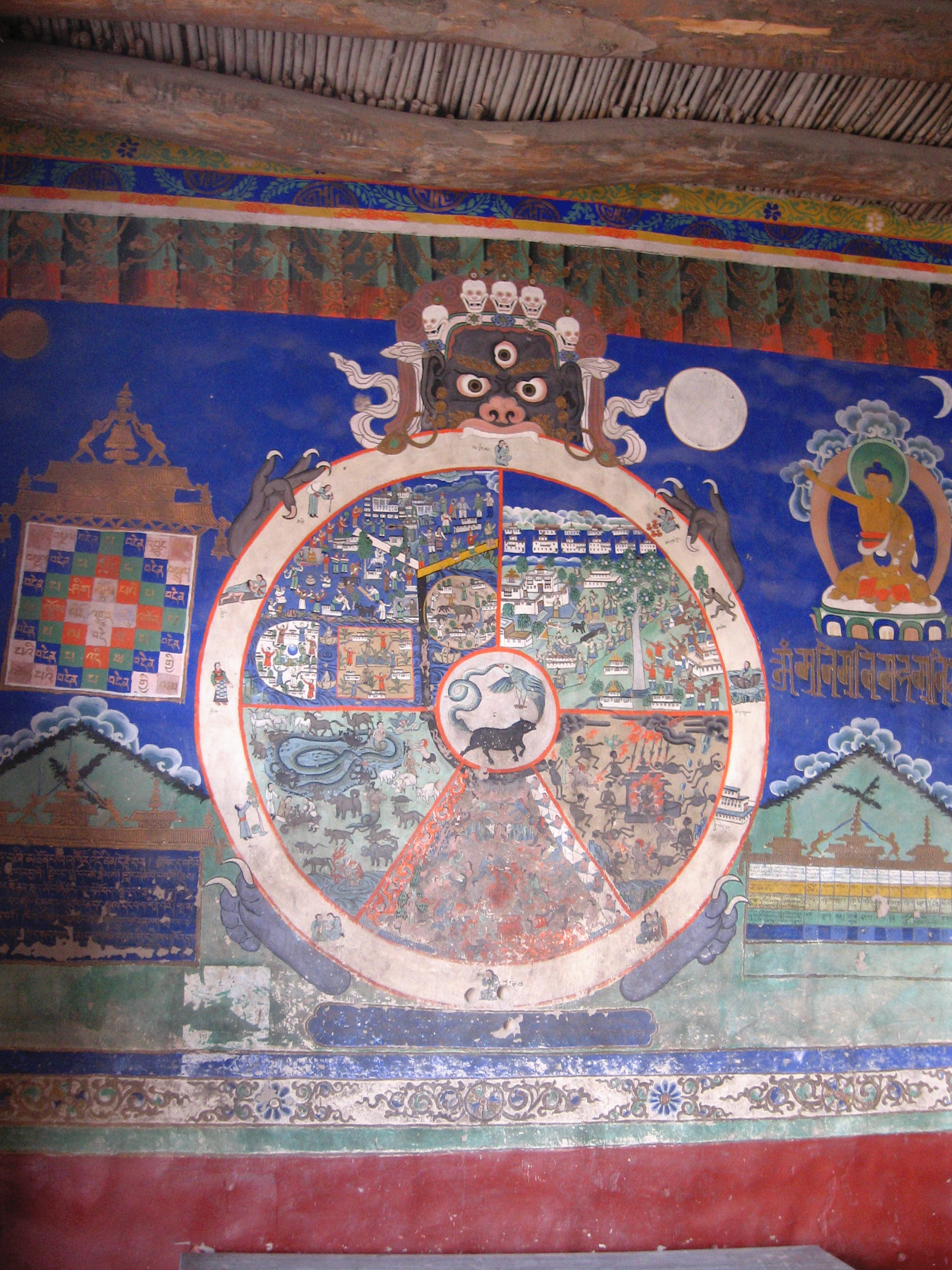
En målning av bhavacakran vid Thiksey Gompa i Ladakh.

Ovanför hjulet svävar månen, som representerar nirvana, befrielsen från samsara. Nirvana innebär upphörandet av existens, med alla de otillfredsställande erfarenheter som hör existensen till, ett tillfrisknande till hälsa, när sjukdomar, smärtor och lidande totalt upphör. Ett uppfriskande uppvaknande till det perfekta.
På vissa avbildningar har bhavacakran istället för månen bilden av det ”rena landet”.

### Buddhan som pekar: Vägen till befrielse
I övre delen av bhavacakran finns en avbildning av buddha som pekar mot månen. Det representerar den åttafaldiga vägen, det livssätt som släcker källan till lidandet och livstörsten och leder till befrielsen.
Enligt buddhistisk tradition ska Buddha ha sagt till sina följeslagare:
| ” | Jag har visat er vägen till frigörelse Men vet att frigörelsen helt och hållet är avhängig av era egna handlingar. | „ |

### Inskriptioner
Avbildningar av bhavacakran har vanligen några rader text, som förklarar processen som håller oss kvar I samsara, och hur den processen ska vändas.

## Bildgalleri

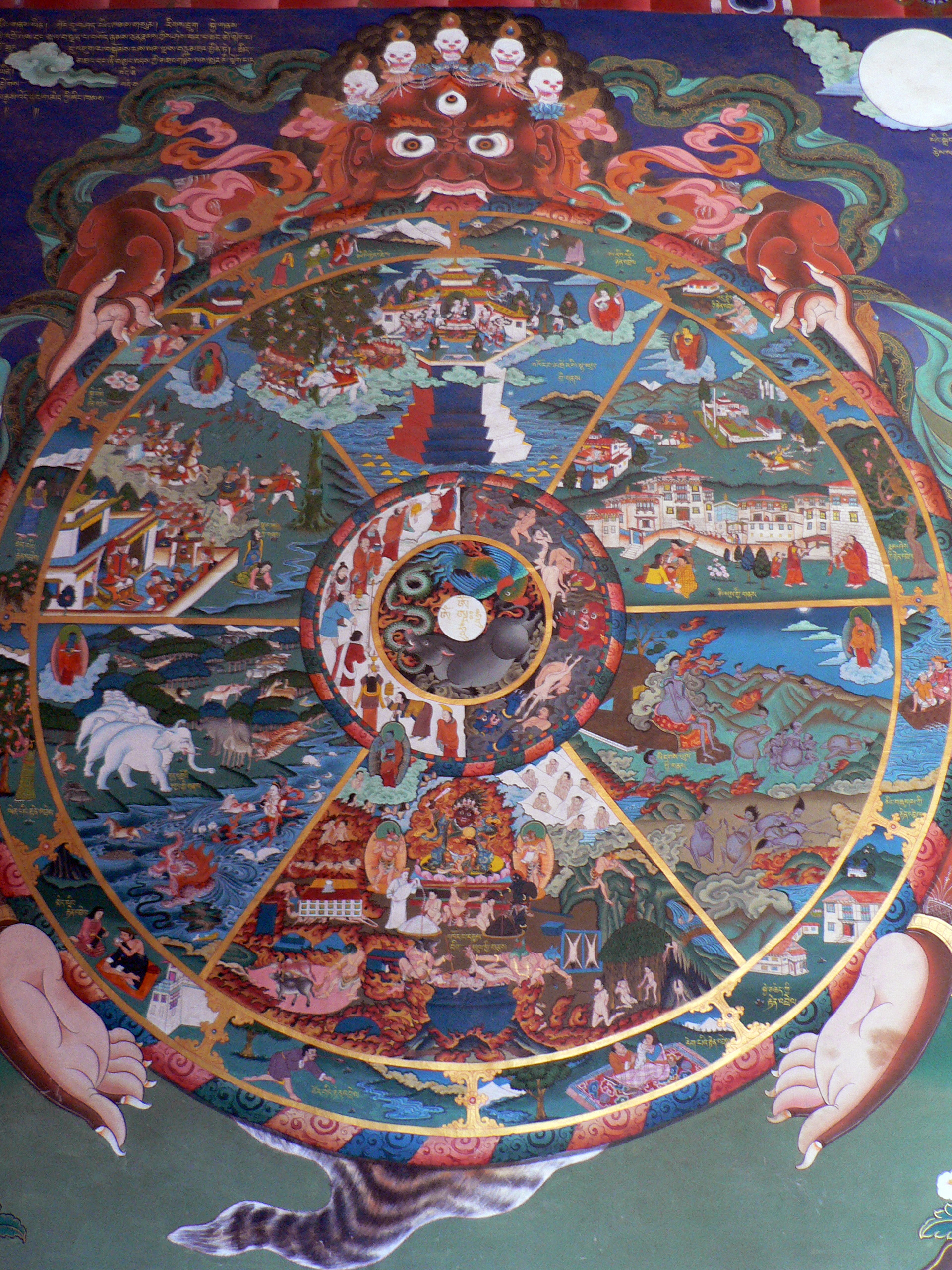
En målning av bhavacakran från Bhutan.
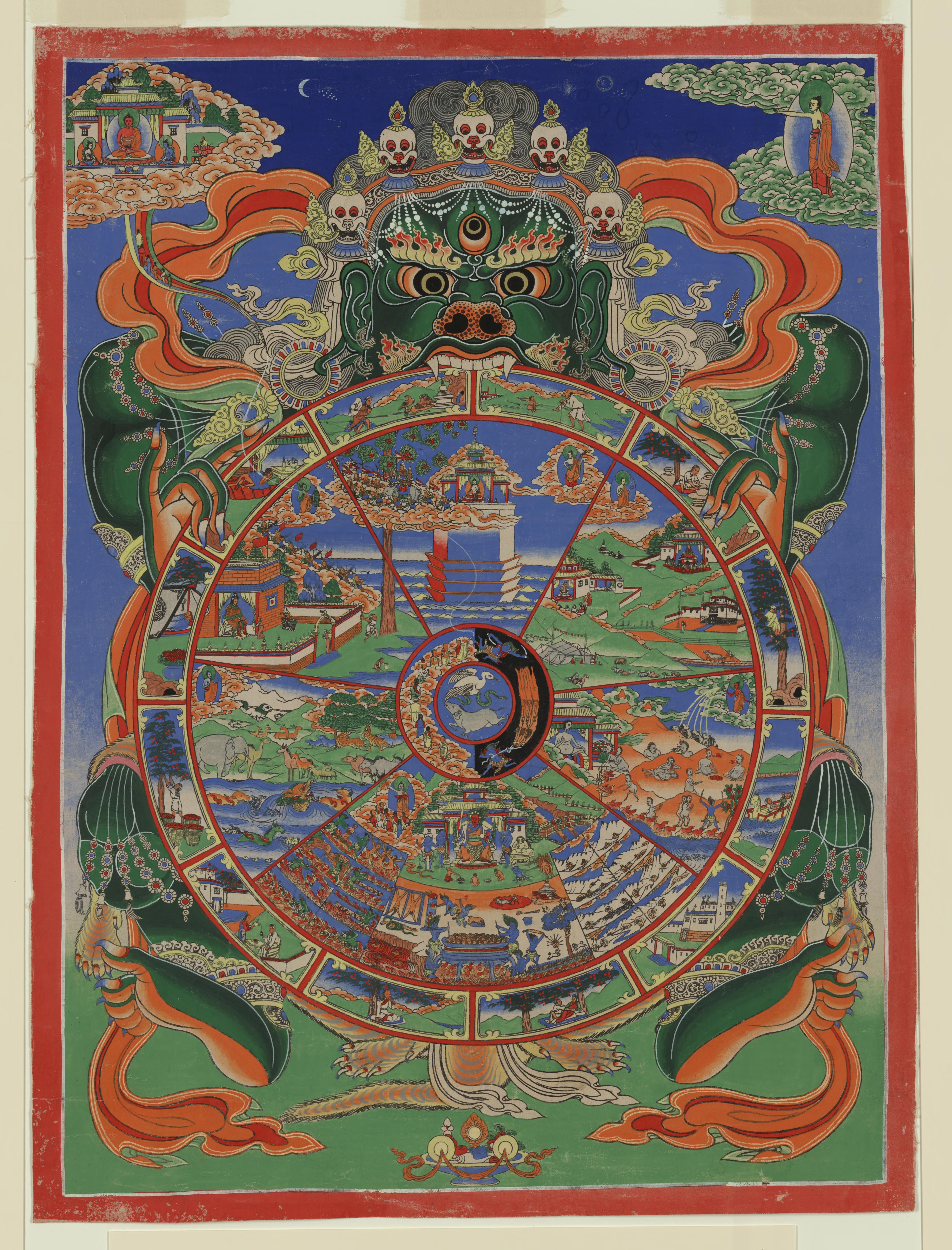
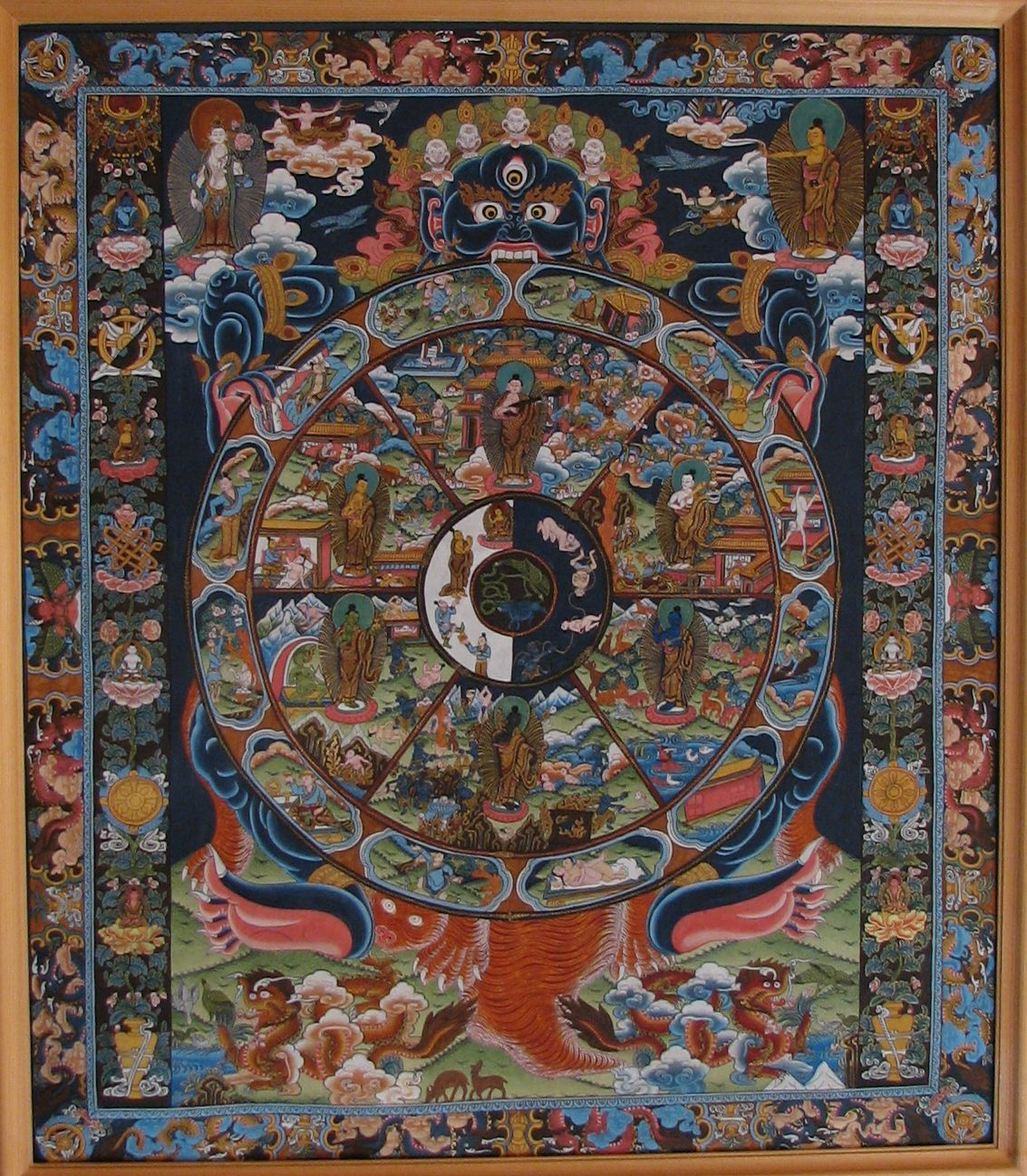
En målning som visar en personifiering av bodhisattvan Avalokiteshvara i varje rike.